# Rhinoblemma unicorne
Genre
Espèce
Synonymes
- Tetrablemma unicornis Roewer, 1963

Rhinoblemma unicorne, unique représentant du genre Rhinoblemma, est une espèce d'araignées aranéomorphes de la famille des Tetrablemmidae.

## Distribution
Cette espèce est endémique des Palaos,.

## Description
Le mâle décrit par Shear en 1978 mesure 0,77 mm et la femelle 0,94 mm.

## Publication originale
- Roewer, 1963 : Araneina: Orthognatha, Labidognatha. Insects Micronesia, vol. 3, no 4, p. 104-132 (texte intégral).
- Lehtinen, 1981 : Spiders of the Oriental-Australian region. III. Tetrablemmidae, with a world revision. Acta Zoologica Fennica, vol. 162, p. 1-151.